# Roberto Cammarelle
Roberto Cammarelle (Milánó, 1980. július 30. –) olimpiai és világbajnok olasz amatőr ökölvívó.
Magassága: 190 cm.

## Eredményei
- 2002-ben ezüstérmes az Európa-bajnokságon szupernehézsúlyban.
- 2004-ben ezüstérmes az Európa-bajnokságon szupernehézsúlyban.
- 2004-ben bronzérmes az olimpián szupernehézsúlyban.
- 2005-ben bronzérmes az amatőr világbajnokságon szupernehézsúlyban.
- 2006-ban az Európa-bajnokságon a  negyeddöntőben vereséget szenvedett a későbbi bajnok orosz Iszlam Timurzijevtől, így nem szerzett érmet.
- 2007-ben  világbajnok szupernehézsúlyban.
- 2008-ban olimpiai bajnok szupernehézsúlyban.

A két Európa-bajnoki döntőben és az olimpiai elődöntőben is az orosz Alekszandr Povetkintől szenvedett vereséget. Amióta Povetkin és a kubai Odlanier Solís profi lett, Cammarelle a világ első számú szupernehézsúlyú amatőr ökölvívója.